# Teja Goršič
Teja Goršič (ur. 7 lipca 1999 w Lublanie) – słoweńska koszykarka, występująca na pozycjach silnej skrzydłowej lub środkowej, reprezentantka kraju, od 2023 zawodniczka Akson Ilirija Basketball.

## Osiągnięcia
Stan na 11 maja 2024, na podstawie, o il nie zaznaczono inaczej.

### Drużynowe
- Finalistka Pucharu Słowenii (2024)

### Indywidualne
(* – nagrody przyznane przez portal eurobasket.com)
- Zaliczona do*:
  - I składu najlepszych nowo-przybyłych zawodniczek ligi słoweńskiej (2014)[3]
  - honorable mention ligi niemieckiej (2021)[4]

### Reprezentacja

#### Seniorska
- Uczestniczka:
  - mistrzostw Europy (2019 – 10. miejsce, 2021 – 10. miejsce)
  - kwalifikacji do Eurobasketu (2021, 2023)

#### Młodzieżowe
- Uczestniczka mistrzostw Europy:
  - U–20 (2018 – 14. miejsce)
  - U–18 (2016 – 10. miejsce, 2017 – 7. miejsce)
  - U–16 dywizji B (2014 – 4. miejsce, 2015 – 4. miejsce)